# Renzo Bracesco
Renzo Bracesco Ratti (* 22. Oktober 1888 in Lima; † 23. Mai 1982 in Genua) war ein italienischer Komponist und Musikpädagoge.
Bracesco studierte am Mailänder Konservatorium bei Vincenzo Ferroni, wo er nach Abschluss seiner Ausbildung einige Jahre unterrichtete. Von 1947 bis 1957 unterrichtete er an der Escuela Regional de Musica del Norte in Trujillo und widmete sich dort der Chorleitung. Er genoss große Anerkennung: die Stadt Trujillo benannte ihren Stadtpark nach ihm, 1980 wurde ein lateinamerikanischer Wettbewerb für junge Musiker nach ihm benannt, und seine Schüler gründeten im Folgejahr einen gleichfalls nach ihm benannten Chor. Seine späteren Jahre verbrachte Bracesco als Chorleiter und Organist in Vobbia.
Als Komponist trat Bracesco u. a. mit Kirchenmusik und Chorwerken, Tänzen und Liedern hervor. Sein De profundis e Requiem für achtstimmigen gemischten Chor wurde 1921 am Mailänder Konservatorium uraufgeführt.